# Португальська мова в Африці

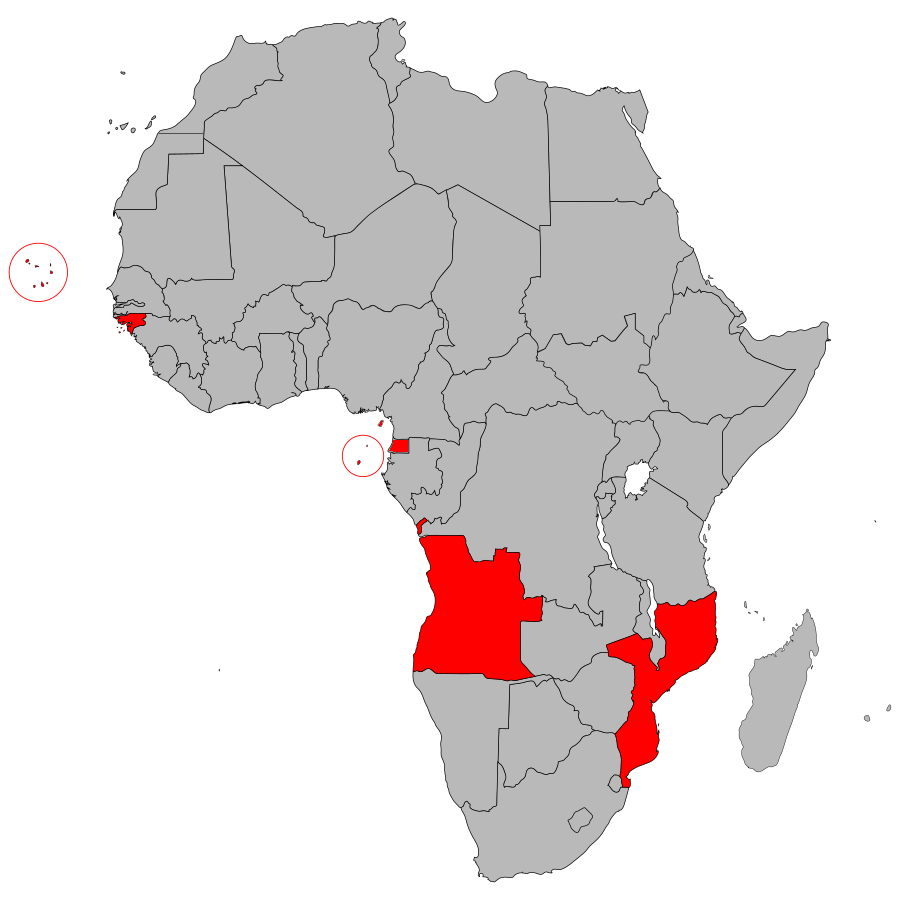
PALOP (Португаломовні африканські країни; порт. Países Africanos de Língua Oficial Portuguesa; PALOP), виділений червоним кольором

Португальською мовою розмовляють у ряді африканських країн і вона є офіційною у шести африканських державах: Анголі, Мозамбіку, Гвінеї-Бісау, Кабо-Верде, Сан-Томе та Принсіпі та Екваторіальній Гвінеї. У більшості країн Південної Африки є португальські громади, це суміш португальських поселенців та анголців і мозамбікців, які покинули свої країни під час громадянських війн. Згідно з приблизними підрахунками, близько 14 мільйонів людей в Африці використовують португальську як єдину рідну мову. Деякі статистичні дані стверджують, що на континенті є понад 30 мільйонів носіїв португальської мови. Поруч з французькою та англійською мовами, португальська стала постколоніальною мовою в Африці та однією з робочих мов Африканського союзу (АС) та Південноафриканського співтовариства розвитку (SADC). Португальська співіснує в Гвінеї-Бісау, Кабо-Верде, Сан-Томе та Принсіпі з португальськими креолами (Верхня Гвінея і Гвінейська затока Креоли), а також в Анголі, Мозамбіку та Гвінеї-Бісау з автохтонними африканськими мовами (головним чином, нігеро-конголезькими).
В Африці португальська мова дещо конкурує з французькою та англійською. Кабо-Верде, Гвінея-Бісау, Сан-Томе та Принсіпі є членами Франкофонії, а Мозамбік є членом Співдружності Націй і має статус спостерігача у Франкофонії. І навпаки, Екваторіальна Гвінея оголосила своє рішення запровадити португальську як свою третю офіційну мову, крім іспанської та французької, і була прийнята членом Співдружності португальських країн. Маврикій та Сенегал також приєдналися до СПК проте як асоційовані члени спостерігачів .

## Географічний розподіл
Країни в Африці, в яких португальська мова є державною, визначаються абревіатурою PALOP (Países Africanos de Língua Oficial Portuguesa), до них входять: Ангола, Кабо-Верде, Гвінея-Бісау, Мозамбік, Сан-Томе та Принсіпі. Португальська мова — це головним чином міська мова, менше використовується у сільській місцевості, за винятком Анголи та Сан-Томе та Принсіпі, де португальська є більш поширеною.
У Південно-Африканській Республіці приблизно 300 000 носіїв португальської мови, в першу чергу переселенців з Мадейри, португальських анголців і мозамбікців, які почали емігрувати з 1975. Громадянські війни в Анголі та Мозамбіку також призвели до більш недавньої міграції біженців (деякі з яких говорять португальською мовою) до сусідніх країн, таких як Демократична Республіка Конго, Намібія, Замбія та ПАР. Інші міграції стосувалися повернення афробразильських колишніх рабів до таких місць, як Нігерія, Бенін, Того, Ангола та Мозамбік. Є також декілька білих португальських африканських біженців та їхніх нащадків з Бразилії, Португалії та Південної Африки на колишні контрольовані ними африканські території, в основному в Анголу (до 500 000) та Мозамбік (350 000), і найголовніше — це приїзд Португальські постколоніальні експатріантіви в Анголу в останні роки через економічні інтереси Португалії та економічний бум Анголи.
Сенегал має власний лузофонний зв’язок зі спільнотою кабовердців у Дакарі та носіями креольської мови Гвінеї-Бісау у південному регіоні Казаманс, який колись був частиною португальської колоніальної імперії. Португальська мова викладається як іноземна мова по всій країні. У 2008 році Сенегал став наглядовою державою у СПК .
Екваторіальна Гвінея, в минулому португальська колонія, є членом нації СПК. Португальська зараз є офіційною мовою в Екваторіальній Гвінеї, хоча вона практично не використовується.
Маврикій, багатомовний острів в Індійському океані, має міцні культурні зв’язки з Мозамбіком. Португальці були першими європейцями, які відкрили острів. У 2006 році Маврикій приєднався до СПК як асоційований член.
Як член Співтовариства розвитку Півдня Африки, Замбія запровадила португальську мову в своїй початковій шкільній системі, частково через наявність там великої кількості анголців.

## Роль португальської мови в Африці
Португальська як офіційна мова виступає у царині адміністрації, освіти, права, політики та засобів масової інформації. Враховуючи існуюче мовне розмаїття PALOP, португальська також служить як лінгва франка, що дозволяє спілкуватися між співгромадянами різного етнолінгвістичного походження. Стандартна португальська, яка використовується в освіті, засобах масової інформації та юридичних документах, базується на європейській португальській лексиці, що використовується в Лісабоні, але африканські португальські діалекти відрізняються від стандартних європейських португальських як за вимовою, так і за розмовною лексикою.
Крім того, португальська з'єднує країни PALOP між собою та Португалію, Східний Тимор, Макао та Бразилію.
Музика — це один із способів збільшення мовних профілів PALOP. Багато артистів із PALOP, крім того, що співають рідною мовою, співають в тій чи іншій мірі португальською. Успіх цих артистів у світовій музичній індустрії збільшує міжнародну обізнаність про португальську як африканську мову.
Як літературна мова, португальська грає значну роль у PALOP. Такі автори, як Жосе Луандіну Віейра, Міа Куту, Пепетела, Лупіту Фейжу, Луїш Канджімбу, Мануел Руй чи Онджакі зробили цінний внесок у лузофонську літературу, створивши місце португальській мові в африканській уяві.

## Медіа
Португальська — мова журналістики, яка служить засобом розповсюдження мови. Грамотність є проблемою, тому радіо служить важливим джерелом інформації для африканців-лузофонів.
BBC Para África, RFI та RTP África регулярно використовують португальську для португаломовних слухачів в Африці.

## Африканські португальці за кордоном
В результаті імміграції до Португалії африканські португальці вплинули на сучасну мову в Португалії.
У Бразилії багато корінних африканських мов мають вплив не лише на африканську португальську, а й історично на формування бразильської португальської в колоніальний період, особливо лексично.

## Креоли
Будь-яке обговорення ролі португальської мови в Африці повинно враховувати різні португальські креольські мови, які тут розвинулись
У Кабо-Верде креольська мова відноситься до різноманітності кабувердьяну, яке набуває різних рис португальської мови і є результатом процесів декреолізації на архіпелазі. У Сан-Томе і Принсіпі, сантомеська португальська — це різновид португальської мови, на яку дуже впливає Форро в синтаксисі та лексиці. Оскільки лексикони цих мов походять з португальської мови, креоломовні люди, які не володіють португальською, мають пасивні знання про неї.

## Дивитися також
- Португальська мова в Анголі
- Португальська мова в Гвінеї-Бісау
- Португальська мова в Мозамбіку
- Португальська мова в Сан-Томе та Прінсіпі
- Співдружність португаломовних країн
- Португальська колоніальна імперія
- Кабувердьяну
- Африканські мови
- Португальська мова

## Зовнішні посилання
- Роздуми про мовну політику в африканських країнах з португальською мовою як офіційною мовою
- Нарис про португальську мову в Африці
- Лузофонія, Африка та питання мов та букв
- Ономастичне відображення португальської ділової спільноти в Африці